# كارلوس إدواردو خاراميو كاستيلو
كارلوس إدواردو خاراميو كاستيلو هو محامي وشاعر إكوادوري، ولد في 1932 في لوخا في الإكوادور.